# Ravishing Grimness
Ravishing Grimness es el séptimo álbum de estudio de la banda noruega de black metal, Darkthrone. Fue publicado por Moonfog Productions en 1999.

## Lista de canciones
1. «Lifeless» – 5:42
2. «The Beast» – 5:30
3. «The Claws of Time» – 7:03
4. «Across the Vacuum» – 7:14
5. «Ravishing Grimness» – 7:26
6. «To the Death (Under the King)» – 4:45

## Créditos
- Fenriz – batería, letras, excepto en "The Beast" por Aldrahn y Fog
- Nocturno Culto – guitarra eléctrica, bajo, voz

- Datos: Q1756603